# Сверуска нација
Сверуска нација (рус. триединый русский народ) или Троједини руски народ (рус. общерусский народ), такође названа панруска нација, је термин за царску руску и каснију иредентистичку идеологију која види руску нацију као „тројство“ поднација: Велика Русија, Мала Русија и Бела Русија. Односно, ове поднације су контекстуално идентификоване са Русима, Украјинцима (обично укључујући Русине) и Белорусима. Изнад свега, основа идеологије која подржава инклузивни руски идентитет је усредсређена на подвођење свих источних Словена под своје окриље.
Империјална догма усредсређена на изградњу нације постала је популарна у Руском царству и Руском царству, где је консолидована као званична државна идеологија; Осећај трoјединственог „све-руског“ народа био је прихваћен од стране многих империјалних поданика, укључујући Јевреје и Немце, и на крају је послужио као темељ Руске империје.
Научни радови на енглеском језику помињу овај концепт као великоруски, Сверуски,  сверуски или троједини руски народ.
На руском се помиње као Triyedinyi russkii narod (рус. Триединый русский народ). У 19. веку, идеја је такође помињана као оbshcherusskii (једно-руска или заједничко-руска) националност.
На украјинском се помиње као Tryiedynyi rosiiskyi narod или pan-ruskyi narod.
На белоруском се помиње као Tryadziny ruski narod.
Имајте на уму да у овом контексту три источнословенска језика користе реч народ, што се преводи као „народ“. Народ („људи“) на овим језицима изражава смисао „етно-културне агломерације нижег нивоа“, док се на енглеском реч „нација“ (како је користе научници) такође односи на велику групу људи који деле заједнички језик, култура, етничка припадност, порекло или историја.

## Анкете
Анкета широм земље спроведена у марту 2000. у Белорусији показала је да је 42,6% испитаника рекло да Белорусе сматра огранком троједне руске нације.
Анкета коју је у јулу 2021. спровео украјински анкетар „Ратинг“ показала је да се 55% украјинских испитаника (не рачунајући Крим који су анектирали Русији и територије под контролом сепаратиста) није сложило са недавним Путиновим изјавама да су „Руси и Украјинци један народ који припада истом историјском и духовни простор“, док се 41% сложило. У источној Украјини се 65% сложило са изјавама, док се 30% не слаже, у јужној Украјини се слаже 56% док се 40% не слаже, у централној Украјини 36% се слаже, док се 60% не слаже, а у западној Украјини 22% се слаже док 75% не слаже.

## Религија
Титула „Сверуса'", коју су одувек користили руски владари, још увек је у употреби од стране православних патријарха у Русији и Украјини. У овом случају руски патријарх користи титулу „патријарх московски и целе Русије" док је украјински патријарх Украјинске православне цркве – Кијевске патријаршије'" што имплицира супротстављене претензије на духовно вођство. православног народа на целој територији бивше Кијевске Русије.
Иницијатива спољне политике Кремља и Руске православне цркве је концепт „ руског света “ (русский мир), виђено као „поновно уједињење“ тројединог руског народа, а понекад и као главни задатак за 21. век. Ова иницијатива је промовисана у сарадњи са руском владом у њеној спољној политици како би консолидовала своју позицију на постсовјетском простору, јер Москву ставља „у центар православне цивилизације сродних суседа: Русије, Белорусије и Украјина“.

## Статус Русина
Сверуска идеологија је имала тенденцију да укључи говорнике четвртог и јединог другог источнословенског језика, Русине Карпатске Рутеније, као део Малоруса (Украјинаца). Неки савремени русински аутори у Сједињеним Америчких Држава радије су сматрали Русине сопственом подгрупом унутар веће руске нације. Ипак, међу Русинима никада није порицана чињеница да су Русини били у најближем сродству са Малорусима. Русини, следбеници сверуског концепта, били су познати као „русофили“.